# Belus (Album)
Belus ist das siebte Album des norwegischen Musikprojekts Burzum. Es handelt thematisch vom germanischen Mythos um den Tod des Gottes Balder, der hier den Namen Belus trägt.

## Entstehungsgeschichte
Nach dem Album Hliðskjálf war Varg Vikernes mit Burzum nicht mehr aktiv gewesen. Nachdem er sich in den 1990er Jahren vom Black Metal distanziert und diesen als „Nigger-Musik“ bezeichnet hatte, gab er 2005 bekannt, sollte er nach seiner Freilassung weitere Alben aufnehmen, würden diese stilistisch wieder den alten Veröffentlichungen ähneln, da er nicht in der Lage sei, Musik zu machen, die nicht „burzumisch“ klinge. Allerdings grenzte er sich erneut von der heutigen Black-Metal-Szene ab, die in seinen Augen nichts mit Burzum oder der frühen norwegischen Szene zu tun habe, und gab an, er sehe keinen Grund, das Album als Black Metal zu kategorisieren; für ihn sei es Metal, und wenn er es klassifizieren müsse, würde er es als Heavy Metal oder vielleicht als Thrash Metal bezeichnen; das Lied Sverddans sei ohnehin dem Thrash Metal zuzuordnen.
Am 24. Mai 2009 wurde Vikernes auf Bewährung aus der Haft entlassen. Zuvor kündigte er an, weiterhin Musik schaffen zu wollen; unter den neun Titeln sollten sich unter anderem zwei unveröffentlichte Stücke aus der Frühzeit Burzums befinden. Das neue Album sollte zunächst Den hvite guden („Der weiße Gott“) heißen; Nachdem ihm nach eigener Aussage unterstellt wurde, mit dem Titel rassistische Ideologien zu verherrlichen, benannte er das Album daraufhin in Belus um, welches der indogermanische Name für Balder sein soll, der als „der weiße Gott“ bekannt sei, weil er eine solare Gottheit und wegen seines Aufenthalts im Totenreich bleich sei. Mit dem „weißen Gott“ identifiziert Vikernes neben Balder auch Apollon, Belenus, Belus, Bragi, Byelobog, Jarilo und andere heidnische Lichtgötter. Vikernes bekennt sich allerdings nach wie vor zum Rassismus. Gleichzeitig kündigte er an, dass sich auf dem Album neben den bereits erwähnten neun Metal-Titeln je ein Ambient-Intro und -Outro befinden werde; die Texte sollen in norwegischer Sprache gehalten sein, französische und russische Übersetzungen sollen möglicherweise noch vor der Veröffentlichung des Albums auf der Internetseite erscheinen. Angekündigt wurde die Veröffentlichung für den März 2010 über Byelobog Productions. Obwohl der Name des Labels dem ursprünglichen Titel des Albums in seiner Bedeutung gleicht, gab es um jenen ironischerweise keinerlei Diskussionen.
Zum Musikstil schrieb Vikernes, er werde sich nicht bemühen, den Stil der alten Alben zu kopieren und reproduzieren, um andere zufriedenzustellen, die Musik solle aber dennoch mit der alter Burzum-Alben vergleichbar sein, speziell mit Hvis lyset tar oss und der Atmosphäre von Filosofem, deren Ambient-Parts er jedoch auslassen werde. Ursprünglich sei ein Ambient-Stück geplant gewesen, es habe aber nicht so funktioniert, wie er wollte, weshalb er es dann gelassen habe. Es werde, wie auf allen Alben außer Hvis lyset tar oss, alte, unveröffentlichte Burzum-Titel aufweisen; auf dem Album werde der ursprüngliche Uruk-Hai-Titel von 1988/89 zu finden sein, dessen Titel und Text er jedoch dem Konzept anpassen werde, außerdem die Metal-Version von Dauði Baldrs von 1993. Auch Dauði Baldrs war ein Konzeptalbum zum Lichtgott Balder; während dieses sich aber nur auf den Mythos bis einschließlich Ragnarök bezieht, thematisiert Belus den gesamten Mythos.
Als Inspiration gibt Vikernes Märchen und Mythen, klassische und traditionelle Musik, Erinnerungen an die Vergangenheit und die Natur an. Seine musikalischen Wurzeln lägen nicht im Rock ’n’ Roll oder Metal, sondern vor allem in klassischer Musik, Balalaika- und Underground-House-Musik. Er möge es, wenn Musik hypnotisierend, beinahe rituell sei, wozu man Repetitionen und alternierende Themen brauche.
Das Album wurde, wie seine Vorgänger, in Eirik „Pytten“ Hundvins Grieghallen Lydstudio aufgenommen. Im Gegensatz zum Debüt Burzum handelt es sich aber um eine digitale Aufnahme. Das Album wurde von Pytten und Varg Vikernes produziert und von Davide Pertolini und Vikernes abgemischt. Das Mastering wurde von Tim Turan im Studio Turan Audio übernommen.
Nach seiner Verschuldung gegenüber der norwegischen Regierung wegen mehrfacher Kirchenbrandstiftung gefragt, antwortete Vikernes, von den Einnahmen werde kein Penny zur Begleichung dieser Schulden verwandt. Byelobog Productions kündigte an, die Einnahmen zur Unterstützung der Opfer des Erdbebens in Haiti 2010 zu verwenden.
Das Album erschien am 8. März 2010 als CD-Version bei Byelobog Productions und als Doppel-LP auf weißem Vinyl bei Back on Black.

## Titelliste
Musik und Texte von Varg Vikernes.
1. Leukes renkespill (introduksjon) (dt. Die Intrigen des Leuke (Einleitung)) – 0:33
2. Belus’ død (dt. Der Tod des Belus) – 6:23
3. Glemselens elv (dt. Der Fluss der Vergesslichkeit) – 11:54
4. Kaimadalthas’ nedstigning (dt. Die Wiederkehr von Kaimadalthas) – 6:43
5. Sverddans (dt. Schwertertanz) – 2:27
6. Keliohesten (dt. Das Pferd von Kelio) – 5:45
7. Morgenrøde (dt. Erwachen) – 8:54
8. Belus’ tilbakekomst (konklusjon) (dt. Die Wiederkehr von Belus (Das Ende)) – 9:37

## Musikstil und Texte
Musikalisch knüpft Belus an den Stil alter Burzum-Alben an, ebenso wie auf allen anderen Veröffentlichungen sind Repetitionen als Stilelement zu finden. Das Album behält den rohen Klang bei, hat allerdings eine bessere Produktion und einen moderneren Klang als die alten Veröffentlichungen und weist Einflüsse des Ambiente der beiden elektronischen Vorgänger auf. Vikernes hatte einen Musikstil ähnlich dem der Alben Hvis lyset tar oss und Filosofem angekündigt. Entsprechend seiner Ankündigung, deren Ambient-Parts auszulassen, verwendet Vikernes kein Keyboard, sondern „konzentriert sich ganz und gar auf die urtypischen Ingredenzien des norwegischen Black Metal“. Stil, Instrumentation, Produktion und Komposition werden auch in Rezensionen als direkte Fortführung dieser Alben bezeichnet. Entsprechend dem laut Vikernes hohen Alter einiger Kompositionen, ist die Musik nach der Einschätzung von Travis von Diabolical Conquest allerdings chaotischer und erinnert ihn so an die ersten beiden Alben Burzum und Det som engang var, ist den Einflüssen aus den 1980er Jahren dabei aber näher als andere Burzum-Veröffentlichungen.
Vikernes’ Gesang ist nicht mehr so schrill wie das verzweifelte hohe Kreischen früher Alben und wird von gedämpftem Summen kontrastiert. Außerdem setzt er klaren Gesang und gesprochene Passagen ein. Vikernes verwendet nur wenig Bass und beschränkt das Schlagzeug auf einfache Strukturen.
Die Texte sind allesamt in norwegischer Sprache und bis auf den im Paarreim vorgetragenen Kehrreim bei Sverddans allesamt in Kreuzreimstruktur gehalten, auf der offiziellen Burzum-Seite sind deutsche, französische, italienische, russische Übersetzungen zu finden; auf Anfrage folgten am 18. März 2010 spanische, griechische, litauische, niederländische, serbische und englische. Am 28. April folgten portugiesische und katalanische Übersetzungen. Einem Bericht der Internetseite metal.de zufolge lesen sich die Texte in der deutschen Übersetzung „zwar überraschend schrecklich, aber eine politische Botschaft findet man in ihnen nur mit viel Fantasie und noch mehr böser Absicht.“
Das Album behandelt die Geschichte vom Tod des Lichtgottes Belus, seine Reise durch das Totenreich und seine Rückkehr auf die Welt. Laut Varg Vikernes ist Belus weder ein religiöses oder antireligiöses noch ein politisches Album; die Lieder sollen eine unterhaltsame Geschichte über Belus sein, diese Geschichte habe seiner Ansicht nach einen großen Beitrag zur Entstehung Europas geliefert und stelle eine der ältesten Wurzeln des kulturellen Erbes der Europäer dar. Laut Varg Vikernes soll die Bedeutung der Texte ausschließlich der Auslegung der Hörer folgen:

„You know, I really think it is best if each and every one of those who read the texts are allowed to make up an opinion of their own, or if they don't want to have an opinion, be allowed to enjoy it without feeling that I try to force some "true" meaning of the lyrics down their throats. Art should be perceived as subjectively as possible, and if anyone wants to see something in "Belus" that I had not planned that is fine.“

„Wissen Sie, ich glaube wirklich, es ist das beste, wenn jeder, der die Texte liest, sich eine eigene Meinung bilden darf, oder wenn er nicht will, das Album genießen darf, ohne das Gefühl zu haben, dass ich ihm irgendeine ‚wahre‘ Bedeutung der Texte eintrichtern will. Kunst sollte so subjektiv wie möglich wahrgenommen werden und, wenn jemand etwas in ‚Belus‘ findet, was nicht geplant war, dann ist das in Ordnung.“

Die Einleitung Leukes renkespill (Introduksjon) erinnert an Dauði Baldrs und Decrepitude II. Der Titel ist instrumental gehalten, Vikernes gab jedoch auf der Seite zum Album die vier Verse „Et tordønn kaster ned staven, / slår ormen i hodet med stein, / reiser med lyn ned i haven; / han finner i eiken en tein.“ an („Ein Donnerschlag trifft den Wanderstab, / trifft den Kopf des Wurms mit einem Stein, / trifft den Garten wie ein Blitz; / Er findet den Ast einer Eiche.“). Leuke bezeichnet Loki, den Vikernes auch mit dem griechischen Hephaistos und dem römischen Vulcanus identifiziert, den jeweiligen Göttern des Feuers und der Schmiede beziehungsweise des Handwerks. Damit bezieht sich der Titel auf Lokis List, durch die Balder von seinem blinden Bruder Höðr mit einem Mistelzweig erschossen wird. Der Klang dieser Einleitung, die aus Hammerschlägen auf einen Amboss besteht, wird in das erste richtige Lied Belus’ død übertragen und hält sogar bis ins dritte an. Belus’ død und Glemselens elv sind langsame Stücke mit burzum-typischem Gitarrenklang.
Belus’ død ist ein langsames Stück mit doomigen Black-Metal-Riffs und erinnerte mehrere Rezensenten an Jesu død vom Album Filosofem, für V.ic V.icious vom A-Blaze-Magazin hingegen ist es „im Grunde genommen die metallische Variante von "Dauði Baldrs" auf dem gleichnamigen Ambient-Album“. Der Text handelt von einem Zauberer, der einen Baum „im friedlichen Herbst“ fällt und dessen Herz entfernt. Die Blätter der Eiche fallen zu Boden, der Zauberer ruft die Geister an und singt seine Zaubersprüche.
Glemselens elv ist mit seiner Länge, Langsamkeit und Monotonie typisch für Burzum und erzeugt eine ebenfalls typische melancholische Atmosphäre. Vikernes wiederholt über schleppenden Bass- und Schlagzeugläufen ein identisches Riff mit gelegentlichen Gitarrensoli und einer „beschwörenden Stimme“, wobei Vikernes Krächz- und „summenden“ Klargesang oftmals gleichzeitig einsetzt. Mit dem Fluss der Vergesslichkeit ist Gjöll, der Fluss am Rande der Unterwelt, gemeint. Der Text beschreibt Balders Seebestattung, „[w]ährend die Sonne und der Mond sterben“ und „[d]as Sommerlicht verschwindet, […] Winter und Herbst gewinnen wieder“ (eine Anspielung auf die Sonnenwenden, mit denen der Tod Balders als Personifikation der Sonne in Verbindung steht). Balder wird als Eichengeist bezeichnet, der in ein Boot gelegt und in die Unterwelt geschickt wird. Balder kündigt an, zurückzukehren, „[w]enn die Wintergeister schwach werden“.
Beim deutlich aggressiveren Kaimadalthas’ nedstigning, das an Inn i slottet fra drømmen erinnert, greift Vikernes traditionelleres Black-Metal-Riffing auf und setzt außerdem klaren, beinahe gesprochenen Gesang und gesprochene Passagen ein, die sich überlappen. Die Gitarren werden auf variierte Art und Weise eingesetzt, um unterschiedliche Stimmungen zu erzeugen. Mit Kaimadalthas ist Heimdall gemeint. Der Text beschreibt die Unterwelt. Zwischen den guttural vorgetragenen Strophen wiederholt Vikernes immer wieder den gesprochen vorgetragenen Satz: „Jeg reiser til mørkets dyp der alt er dødt.“  („Ich reise in die dunkelste Tiefe, wo alles tot ist.“), der sich später mit dem klar gesungenen Vers „Jeg reiser til Kelio.“ („Ich gehe nach Kelio.“, womit Hel gemeint ist) überlagert.
Das primitive, aggressive Stück Sverddans erinnert stark an den frühen Black Metal mit Death- und Thrash-Metal-Wurzeln und klingt für die Rezensenten von metal.de „wie das thrashige Gegenstück“ zum „eher punkigen“ Lied War vom Debütalbum, mit dem es „um den Titel der schlechtesten BURZUM-Komposition überhaupt ringt“. Ungewöhnlich ist auch der am Growling orientierte Gesang. In diesem Lied wird dem Wintergeist angekündigt, dass er sterben werde und im Schnee verbluten solle; der Sommer kündigt seine Rückkehr an.
Keliohesten und Morgenrøde führen den traditionellen Black-Metal-Klang fort, driften aber langsam in Richtung des dunklen Ambient-Klangs zu Beginn des Albums. Nach dem Sieg des Sommergeistes über den Winter ist der Eichengeist Balder befreit und kehrt zurück; seine Rückkehr entspricht der Wintersonnenwende. „Am ersten Sonntagmorgen im Frühling […] endet die Trauer. […] Auf dem höchsten Berg im Osten / kannst Du die rote Sonne sehen. […] Die Kraft der Sonne ist wiedergekehrt, / der Eichengeist ist wiedergeboren.“

## Gestaltung
Das Cover wurde noch vor Erscheinen des Albums auf die offizielle Seite geladen. Es zeigt eine Photographie eines Waldes, auf der den Nebel durchziehende Sonnenstrahlen zu sehen sind. Sie wurde die in der Nähe von Vikernes’ Wohnort in Bø aufgenommen. Da alle Gottheiten ursprünglich Baumgeister gewesen seien, passe auch der Baum, der die Sicht versperre, gut zum Konzept. Für den Projektnamen wird hier nicht mehr die kapitale, gebrochene Zeichensatz der anderen Veröffentlichungen (mit Ausnahme des zweiten Demos von 1991) verwendet. Vikernes begründet diese Entscheidung damit, dass Burzum kein Logo haben solle wie andere Black-Metal-Bands, und dass Belus ein Neuanfang für Burzum sei. Entscheidungen wie die, kein Logo zu verwenden, oder der Projektname Burzum seien jedoch nicht in Stein gemeißelt, er werde davon abrücken, wenn ihm danach sein sollte. Für die Gestaltung des Albums waren Vikernes und Adrian Wear verantwortlich.

## Rezeption
Da Vikernes’ Haftzeit, in der er nur mit einem Keyboard komponieren konnte, ihm eine musikalische Weiterentwicklung erschwerte, wurde Belus von den Fans mit „Euphorie auf der einen“ und „Skepsis auf der anderen Seite“ erwartet. V.ic V.icious vom A-Blaze-Magazin bezeichnete es als „das bisher beste BURZUM-Album“; auf Hvis lyset tar oss und Filosofem habe es, „bedingt durch die Ambient-Stücke, keine ganzheitliche Vollendung“ gegeben; diese sei „mit "Belus" gelungen.“ Das Album könne „vielleicht wirklich ein Wendepunkt in einer Szene, die sich ansonsten übersättigt im Kreise dreht, sein.“ Chris McDonald von MetalReview.com gab dem Album 7,5 von 10 Punkten; es sei zwar nicht großartig, aber ein ziemlich gutes Album, und Vikernes habe die Atmosphäre der Alben Hvis lyset tar oss und Filosofem nach langer Zeit sehr gut repliziert und ein selbst im Jahr 2010 unverwechselbares Album erschaffen. Travis von Diabolical Conquest bezeichnete Belus als gutes Comeback-Album:

Belus is exactly what a ‘comeback’ album should be in black metal: not a shallow (but basically very good) rock album like Gorgoroth's Quantos Possunt ad Satanitatem Trahunt and not achingly banal and redundant like Beherit's Engram, but feral, pure in vision, desolate, hauntingly familiar, yet new.

„Belus ist genau das, was ein „Comeback“-Album im Black Metal sein sollte: kein oberflächliches (aber im Grunde sehr gutes) Rock-Album wie Gorgoroths Quantos Possunt ad Satanitatem Trahunt und nicht schmerzhaft banal und redundant wie Beherits Engram, sondern wild, rein in seiner Vision, verzweifelt, quälend vertraut, dennoch neu.“

MetalGeorge vom Imhotep-Magazin hingegen schrieb, das Album sei alles andere als eine triumphale Rückkehr. Der Trance-Klang von Filosofem fehle, und Vikernes scheine seine alten Lieder als Inspiration zu nutzen und ihnen einen neuen Klang zu geben, sodass jüngere Hörer den Unterschied nicht merken. Auch die Produktion tue ihm keinen Gefallen, das Schlagzeug klinge leblos und die Gitarren ineffektiv. Angesichts von Vikernes’ hellseherischem Talent dafür, wie Black Metal zu klingen habe, habe er mehr von Belus und von Vikernes selbst erwartet.